# Parafia Najświętszego Serca Pana Jezusa w Skierniewicach
Parafia Najświętszego Serca Pana Jezusa w Skierniewicach – parafia na terenie dekanatu Skierniewice – Najświętszego Serca Pana Jezusa w diecezji łowickiej.
Parafia powstała w 1985. Kościół został zbudowany w latach 90. XX wieku.